# Psycho-récit
Un psychorécit est un récit rapportant les pensées d'un personnage à travers un narrateur qui prend entièrement en charge leur retranscription à la troisième personne, éventuellement en les résumant ou les amendant.
Nommé par Dorrit Cohn, ce mode de représentation de la conscience des personnages s'oppose complètement au monologue intérieur, qui reproduit les pensées d'un personnage à la première personne, souvent comme un flux de conscience retranscrit en même temps qu'il est produit, et donc au présent. Il se distingue également, selon Cohn, du monologue narrativisé, forme intermédiaire qui exprime quant à elle les pensées du personnage par un discours indirect libre qui tend à les confondre avec celles du narrateur. 
Le psychorécit est le seul de ces modes à pouvoir exposer explicitement ce qu'un personnage n'a pas pensé.